# Douroufa
 (octobre 2017).
Si vous disposez d'ouvrages ou d'articles de référence ou si vous connaissez des sites web de qualité traitant du thème abordé ici, merci de compléter l'article en donnant les références utiles à sa vérifiabilité et en les liant à la section « Notes et références ».
Douroufa est un village situé dans le département de Kongoussi de la province du Bam dans la région du Centre-Nord au Burkina Faso.